# Cabeço das Covas
O Cabeço das Covas é uma elevação portuguesa localizada no concelho das Lajes do Pico, ilha do Pico, arquipélago dos Açores.
Este acidente geológico tem o seu ponto mais elevado a 417 metros de altitude acima do nível do mar.